# Maladie de Hoffa
La maladie de Hoffa, ou hoffite, est une inflammation du coussinet adipeux de Hoffa causée par son écrasement lors de l'extension de la jambe. Elle a été découverte par le chirurgien orthopédique allemand Albert Hoffa en 1904,.

## Physiopathologie
Elle touche le plus souvent les jeunes femmes. La maladie de Hoffa est plus présente chez les pratiquants de sports de saut tels le volley-ball ou le basket-ball que chez le reste de la population.
La physiopathologie de la maladie de Hoffa est mal comprise. Des traumatismes aigus ou des micro-traumatismes à la suite d'une sollicitation répétée de la région engendreraient des phénomènes inflammatoires, hémorragiques ou fibreux du coussinet adipeux de Hoffa. Dans les cas sévères, il peut y avoir formation de fibrocartilage ou d'ossification secondaire au sein de la graisse,.

## Présentation clinique
Les symptômes de la maladie de Hoffa s'apparentent à ceux du syndrome fémoro-patellaire, c'est-à-dire une douleur à l'avant du genou surtout lors de la montée ou de la descente des escaliers.
À l'examen clinique, le genou peut avoir une amplitude de flexion diminuée ou un épanchement articulaire léger ou modéré. Le test de Hoffa s'effectue en décubitus dorsal avec les genoux fléchis à 90 degrés. Il consiste à éliciter une douleur à la palpation des rebords latéral et médial du tendon patellaire lors de l'extension du genou.
Le diagnostic différentiel de la maladie de Hoffa inclut le syndrome fémoro-patellaire ou le syndrome du cyclope (après une reconstruction du ligament croisé antérieur).

## Imagerie
Dans les cas sévères, la radiographie peut démontrer une ossification au sein de la graisse.
L'échographie peut montrer un œdème au niveau de la graisse, ou des cicatrices fibreuses.
L'IRM est l'examen de choix pour observer la graisse de Hoffa. Dans la maladie de Hoffa, elle sera hypertrophiée avec présence d'œdème en hypersignal T2 et hyposignal T1.

## Traitement
Le traitement de la maladie de Hoffa est généralement conservateur et similaire à celui du syndrome fémoro-patellaire. Il inclut de la kinésithérapie. Des anti-inflammatoires oraux peuvent être utilisés. Dans les cas récalcitrants ou chroniques, le débridement par arthroscopie peut être envisagé.